# Misje
Misje est une île et un village dans le landskap Sunnhordland du comté de Vestland. Elle appartient administrativement à Øygarden.

## Géographie
Rocheuse et couverte d'une légère végétation, elle s'étend sur environ 2,207 km de longueur pour une largeur approximative de 1,016 km.
Traversée par la route 561, elle compte 257 habitants en 2009.

## Histoire
L'île fait partie à l'origine de la municipalité de Herdla mais, en 1964, elle est transférée sous la responsabilité de Fjell et est ainsi une part de Øygarden depuis 2020. L'île est reliée à l'île de Sotra par le Solviksundet Bridge construit en 1982.